# Kagalavadi, Chamarajanagar
Kagalavadi là một làng thuộc tehsil Chamarajanagar, huyện Chamarajanagar, bang Karnataka, Ấn Độ.